# Nicolae Dică
Nicolae Constantin Dică (n. 9 mai 1980, Pitești, România) este un fotbalist român retras din activitate, care a jucat pe post de mijlocaș la echipe ca Steaua București, Argeș Pitești și Mioveni. Pe plan internațional, are prezențe la națională pentru România. După încheierea carierei, a devenit antrenor, și a antrenat, printre altele, Argeș Pitești, FCSB și Mioveni.
Ca jucător, dispunea de un joc ofensiv și avea o rată bună de transformare a loviturilor libere și a penalty-urilor. Nu era un jucător rapid, însă compensa prin acuratețea paselor sale. Fotbalist cu o viteză extraordinară de execuție și cu un bun joc de cap, Dică și-a pus amprenta asupra evoluțiilor Stelei, mai ales între anii 2006 și 2007, echipă cu care a obținut titluri de campion, o Cupă a României, o supercupă, o calificare în semifinalele Cupei UEFA și trei calificări consecutive în Liga Campionilor, fiind desemnat cel mai bun fotbalist român al anului 2006. Accidentarea din 17 ianuarie 2007 din amicalul cu Siena a dus la pauză c de 5 luni, iar Dică nu a mai reușit să revină la forma de dinante. În iunie 2008 semnează cu echipa italiană Catania, unde nu se impune și este împrumutat în Grecia, la Iraklis Salonic, la CFR Cluj, cu care câștigă campionatul și Cupa României în sezonul 2009-2010 și în Turcia, la Manisaspor. Revine la Steaua în 2011, echipă pentru care marchează în a doua semifinală și în finala Cupei României 2010-2011 din lovitură liberă. În același an ajunge la CS Mioveni, iar ultima sa echipă din cariera de jucător a fost FC Viitorul. A fost component al echipei naționale, pentru care a marcat nouă goluri în 32 de meciuri, jucând și în toate cele trei meciuri din Grupa C a Euro 2008, în care a intrat din postura de rezervă.
După încheierea carierei de jucător, a ocupat funcția de antrenor secund al Stelei sub comanda lui Constantin Gâlcă, sezon în care echipa a câștigat tripla campionat-cupă-Cupa Ligii. În 2015 a devenit antrenor al echipei SCM Pitești pe care a ajutat-o să promoveze în Liga a II-a, câștigând detașat seria ei în sezonul 2016–2017. După acest succes și plecarea lui Laurențiu Reghecampf de la FCSB, a revenit ca antrenor la echipa care l-a consacrat și a antrenat-o până la sfârșitul lui 2018. Din decembrie 2019 este antrenor secund al echipei naționale a României, aflată sub comanda lui Mirel Rădoi.

## Cariera ca jucător

### FC Argeș și Dacia Pitești
A început fotbalul la Centrul de copii și juniori FC Argeș în septembrie 1991, aflându-se pentru o scurtă perioadă de timp sub îndrumarea antrenorului Constantin Pană,:1:55 iar până la finalul junioratului a fost antrenat de Gheorghe Cristian. I-a avut ca idoli pe Nicolae Dobrin, Gheorghe Hagi și Rivaldo.:6:18 În 1998 juca la echipa de tineret a lui FC Argeș, însă antrenorii de la acea vreme au considerat că încă nu este pregătit pentru a juca în Divizia A, astfel că a fost trimis împrumut la Dacia Pitești timp de un an și jumătate, perioadă în care a marcat douăzeci de goluri.:8:56 A debutat în Divizia B într-un meci acasă cu Chimica Târnăveni, sub comanda antrenorului Constantin Stancu, marcând ambele goluri ale partidei.:9:59 A fost oprit în lotul lui FC Argeș Pitești de Marian Bondrea,:9:32 echipă la care a jucat între anii 2000–2004. Debutul lui Dică în Divizia A a avut loc pe 12 august 2000 într-o victorie a echipei FC Argeș Pitești împotriva lui Gaz Metan Mediaș cu scorul de 2–1. Evoluțiile sale bune au atras atenția mai multor echipe precum Eintracht Frankfurt, Steaua și Dinamo.

### FC Steaua București
Steaua a plătit suma de 250.000 de euro pentru achiziționarea sa, fiind adus la echipă la recomandarea lui Victor Pițurcă și a lui Mihai Stoica.
A debutat în cupele europene în Cupa UEFA 2004-2005, în care Steaua a eliminat-o pe Valencia și în care s-a oprit în optimi, fiind învinsă de Villareal.
În 2005 Dică a ratat șansa de a juca în Liga Campionilor UEFA, după ce Steaua a fost eliminată de Rosenborg BK, în dublă manșă în care nu a jucat, din cauza unei suspendări de trei etape încasate în urma eliminării din timpul meciului cu Shelborne. A devenit golgheterul Stelei în Cupa UEFA sezonul 2005–2006 cu 6 goluri, marcate cu Valerenga, două cu RC Lens, SC Heerenveen și Middlesborough în tur și în retur.

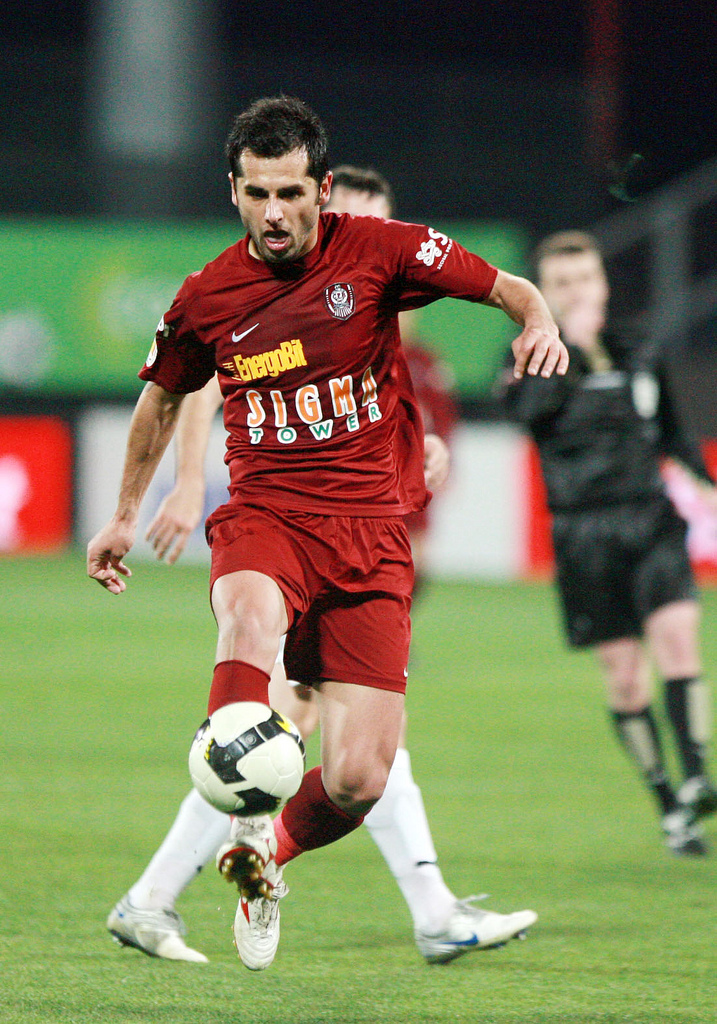
Dică la CFR Cluj.

Una dintre cele mai memorabile evoluții ale lui Dică a avut loc în cadrul partidei de debut a grupelor sezonului 2006-2007 de Liga Campionilor împotriva clubului ucrainean Dinamo Kiev, meci în care piteșteanul a marcat de două ori, prima oară din lovitură liberă, iar mai apoi lobându-l pe Olexandr Șovkovski și în utma căruia a devenit celebră fraza rostită de comentatorul sportiv Costi Mocanu, Du-te Dică, du-te!. Avea să încheie sezonul european cu 4 reușite și o pasă de gol în 6 meciuri jucate, într-o grupă în care, pe lângă ucraineni, Steaua a întâlnit și alte două echipe mari, Real Madrid și Olympique Lyon. Cu Lyon a marcat în minutul 2, cu un stop pe piept urmat de un șut din semiîntoarcere la colțul scurt.
Pe 22 decembrie 2006, ziarul Gazeta Sporturilor îi acordă distincția pentru Jucătorul român al anului 2006, Dică devansându-i astfel pe Adrian Mutu și Cristian Chivu.
Accidentarea din minutul 30 în cadrul meciului amical disputat împotriva echipei de tineret a Sienei pe 17 ianuarie 2007 a fost prima suferită de când piteșteanul evolua în tricoul roșu-albastru. Pe 22 ianuarie a fost supus unei intervenții chirurgicale la genunchiul drept, în urma căreia i-a fost reconstruit ligamentul încrucișat anterior. Perioada dificilă avea să se agraveze odată cu decesul tatălui său în luna martie din cauza cancerului.
Revenirea s-a produs cinci luni mai târziu, chiar de ziua sa, în meciul disputat pe teren propriu împotriva echipei Ceahlăul Piatra Neamț, contând pentru etapa a XXXI-a a Ligii I, acesta fiind primul său joc oficial în 2007. În minutul 69, la scorul de 2-0 pentru Steaua, Dică a fost trimis la încălzire, momentul fiind salutat cu urale de suporterii steliști. Introdus pe teren în minutul 83, piteșteanul a preluat banderola de căpitan de la Sorin Paraschiv.
Forma bună aduce interesul portughezilor de la Benfica Lisabona pentru serviciile mijlocașului român, interes devenit evident odată cu participarea în tribune a tehnicianului José Antonio Camacho la amicalul disputat de naționala de fotbal a României împotriva Turciei în care Dică a marcat. Deși suma vehiculată a fost de 5 milioane euro, transferul nu s-a materializat.
Pe 29 martie 2006 a primit Medalia „Meritul Sportiv” clasa a II-a cu o baretă din partea președintelui României de atunci, Traian Băsescu, pentru că a făcut parte din lotul echipei FC Steaua București care obținuse până la acea dată calificarea în sferturile Cupei UEFA 2005-2006. În martie 2008 a primit Medalia „Meritul Sportiv” clasa a II-a cu 2 barete, tot din partea președintelui României Traian Băsescu, deoarece a făcut parte din reprezentativa României care a obținut calificarea la Campionatul European din 2008.
La finalul sezonului 2007-2008, în meciul cu Gloria Buzău, suporterii Stelei au afișat un banner pe care scria „Dică, pasă la adversari și niciun metru alergat/Duminică ori ai fost blat, ori ești handicapat”, despre care a declarat că l-a convins să plece de la echipă.

### Catania Calcio, împrumuturile și revenirea în țară
În iunie 2008, după Campionatul European din Austria și Elveția, Dică s-a transferat de la Steaua la echipa de club Calcio Catania din Serie A, unde antrenor era Walter Zenga. A fost adus în locul mijlocașului Juan Manuel Vargas care ajunsese la ACF Fiorentina A prins numai trei meciuri la echipa din peninsulă, fiind mai mult împrumutat.
În vara anului 2009, a fost împrumutat la echipa greacă Iraklis Salonic, al cărei antrenor era Oleg Protasov, marcând o dublă în meciul de debut cu Panthrakikos, încheiat cu scorul de 2-1. Din ianuarie 2010 a evoluat la CFR Cluj, tot sub formă de împrumut de la Catania, cu drept de cumpărare în vara anului 2010. La formația ardeleană câștigat Liga I și Cupa României, marcând primul gol într-o victorie scor 2–1 împotriva lui Dinamo București în a doua manșă a semifinalei Cupei României. Clujenii nu și-au exercitat acest drept, iar în iulie 2010 a revenit la gruparea italiană. Nu a rămas aici nici de această dată, fiind împrumutat în Turcia, la Manisaspor pentru prima parte a sezonului 2010-2011.
După doi ani și jumătate sub contract cu Catania, Dică s-a despărțit de echipa italiană, reziliind înțelegerea de comun acord, și a revenit în România unde a semnat din nou cu Steaua un contract pe un an. În primul meci de la revenire desfășurat în cadrul stagiului de pregătire din iarnă, Dică marchează un hat-trick împotriva lui Sheriff Tiraspol, meci încheiat cu scorul de 4-1.
A redebutat pentru club pe 27 februarie 2011, într-o victorie scor 1–0 cu Universitatea Craiova. Pe 5 aprilie a marcat primul gol de la revenirea la Steaua în victoria cu 5–0 obținută acasă în fața Unirii Urziceni.
Pe data de 11 mai 2010 a marcat în meciul cu FC Brașov (1-1) un gol care a dus la calificarea Stelei în finala Cupei României după 11 ani, pentru ca în meciul cu Dinamo din finală (25 mai) să deschidă scorul dintr-o lovitură liberă. La finalul acestui joc a fost declarat omul meciului.
Pe 24 iunie semnează cu CS Mioveni, echipă la care a purtat numărul 80 și pentru care a jucat 15 meciuri și a marcat un gol din penalty într-o partidă cu Concordia Chiajna pierdută cu scorul de 3-1. În ianuarie 2012 a semnat un contract pe o perioadă de un an și jumătate cu FC Viitorul Constanța, pe atunci în Liga a II-a. Echipa a promovat în Liga I în sezonul 2011–2012, lucru datorat și jocului bun prestat de Dică, care a marcat șase goluri în 13 meciuri.
În meciul cu Ceahlăul Piatra-Neamț, disputat pe 17 martie 2013, Dică înscrie cele două goluri ale echipei, și a ajuns la 100 de goluri marcate în Liga I. Tot la Viitorul bifează și meciul cu numărul 300 în Liga I în aprilie 2014.

## Cariera ca antrenor
La 12 iunie 2014 este numit antrenor secund al Stelei sub comanda lui Costel Gâlcă. În 2016 a fost numit antrenorul echipei SCM Pitești, pe care a promovat-o în Liga a II-a cu șapte etape înainte de finalul sezonului.
Pe 15 mai 2017, Nicolae Dică a fost numit drept în funcția de antrenor al FCSB, unde a fost plătit cu 100.000 de euro pe sezon. A fost neînvins în primele zece meciuri, până în meciul din play-offul Champions League, sezonul 2017-2018, când echipa sa a fost învinsă de Sporting Lisabona cu scorul de 5-1. A demisionat în 2018, apoi a apărut la Orange Sport (în trecut Telekom Sport) ca analist pe durata primăverii lui 2019, după care a fost numit antrenor principal la FC Argeș, echipă care, după o reorganizare administrativă în acel an, a devenit eligibilă pentru promovarea în Liga I.
În noiembrie 2019 a fost propus ca antrenor al naționalei de tineret în locul lui Mirel Rădoi, care a fost numit selecționerul naționalei mari, însă acesta și l-a dorit pe Dică drept secund la naționala mare, poziție pe care a ocupat-o până în 2021.
Ziaristul Cristian Geambașu a scris despre el că „întreține o relație mai apropiată cu jucătorii, chiar amicală, folosește mai puține cuvinte în dialogul cu aceștia. Nu o dată la antrenamente adoptă rolul supervizorului care își împarte munca împreună cu colaboratorii.”
La 26 iulie 2022, Dică a revenit la FCSB. După doar trei luni, la 1 noiembrie 2022, Dică și-a reziliat contractul cu FCSB de comun acord.
La 14 ianuarie 2023, Dică a fost numit antrenor principal al fostei sale echipe Mioveni. Nici la Mioveni nu a rezistat foarte mult timp, reziliindu-și contractul în aprilie 2023, după 14 meciuri.
În iulie 2023, Dică a preluat conducerea echipei FC U Craiova 1948. După doar cinci meciuri pe banca echipei oltene, în care echipa a înregistrat două victorii și trei înfrângeri, Dică și-a reziliat de comun acord contractul cu FCU Craiova.

## Biografie
S-a născut la Pitești. Are un frate cu doi ani mai mic, Sorin Adrian, care a jucat până la nivel de Divizia B pentru Dacia Pitești, însă s-a retras repede,:4:02 iar în prezent cei doi frați sunt implicați în investiții imobiliare. A făcut cununia civilă cu Corina (născută Zimbroianu) în noiembrie 2003, cu care a făcut nunta în 2014 și alături de care are un băiat, Marco, al cărui naș a fost Mirel Rădoi, și o fată Samira. În tinerețe era poreclit „Mutulica”, pentru ca vorbea foarte putin. Porecla de Dicanio provine de la atacantul italian Paolo Di Canio, pe care îl admiră. Are ca tatuaj un cap de indian pe brațul drept, despre care a declarat că „transmite ferocitate, iar eu am nevoie de asa ceva pe terenul de joc”. La FC Argeș conducea o Dacia Nova, iar când a ajuns la Steaua și-a achiziționat un BMW X5.
În martie 2007 a trecut printr-o perioadă dificilă, aflând de vestea decesului tatălui său din cauza cirozei în timp ce se recupera la clinica Isokinetic din Bologna.

## Statisticile carierei

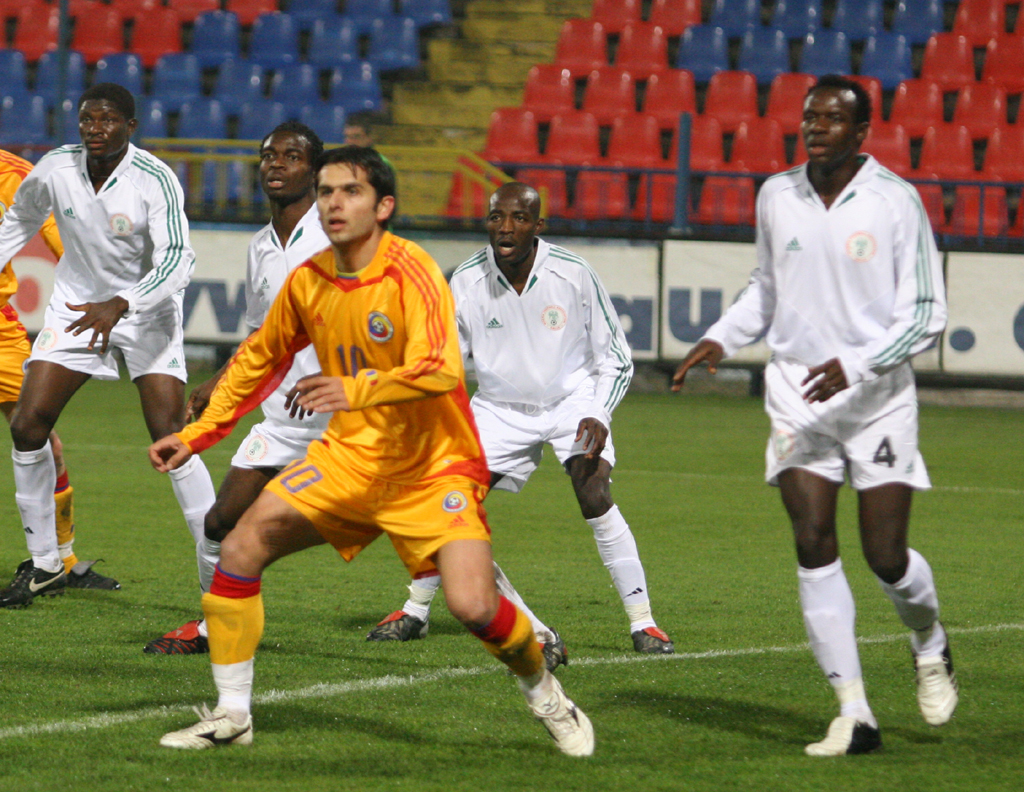
Nicolae Dică jucând pentru naționala României, împotriva naționalei Nigeriei

| Viitorul Constanța             |               |     |     |    |    |    |     |     |     |
| 2013-2014                      | 29            | 3   | 1   | 0  | 0  | 0  | 29  | 3   |     |
| 2012-2013                      | 26            | 10  | 0   | 0  | 0  | 0  | 26  | 10  |     |
| 2011-2012                      | 13            | 6   | 0   | 0  | 0  | 0  | 13  | 6   |     |
| Total                          | 68            | 19  | 1   | 0  | 0  | 0  | 69  | 19  |     |
| CS Mioveni                     |               |     |     |    |    |    |     |     |     |
| 2011-2012                      | 15            | 1   | 0   | 0  | 0  | 0  | 15  | 1   |     |
| Total                          | 15            | 1   | 0   | 0  | 0  | 0  | 15  | 1   |     |
| Steaua București               |               |     |     |    |    |    |     |     |     |
| 2010-2011                      | 11            | 4   | 2   | 2  | 0  | 0  | 14  | 6   |     |
| Total                          | 11            | 4   | 2   | 2  | 0  | 0  | 14  | 6   |     |
| Manisaspor                     |               |     |     |    |    |    |     |     |     |
| 2010-2011                      | 5             | 0   | 2   | 1  | 0  | 0  | 7   | 1   |     |
| Total                          | 5             | 0   | 2   | 1  | 0  | 0  | 7   | 1   |     |
| CFR Cluj                       |               |     |     |    |    |    |     |     |     |
| 2009-2010                      | 11            | 0   | 0   | 0  | 0  | 0  | 11  | 0   |     |
| Total                          | 11            | 0   | 0   | 0  | 0  | 0  | 11  | 0   |     |
| Iraklis Salonic                |               |     |     |    |    |    |     |     |     |
| 2009-2010                      | 13            | 3   | 1   | 0  | 0  | 0  | 14  | 3   |     |
| Total                          | 13            | 3   | 1   | 0  | 0  | 0  | 14  | 3   |     |
| Catania Calcio                 |               |     |     |    |    |    |     |     |     |
| 2008-2009                      | 3             | 0   | 2   | 1  | 0  | 0  | 5   | 1   |     |
| Total                          | 3             | 0   | 2   | 1  | 0  | 0  | 5   | 1   |     |
| Steaua București               |               |     |     |    |    |    |     |     |     |
| 2007-2008                      | 12            | 3   | 0   | 0  | 3  | 1  | 9   | 4   |     |
| 2006-2007                      | 23            | 10  | 0   | 0  | 10 | 5  | 35  | 15  |     |
| 2005-2006                      | 29            | 15  | 1   | 0  | 15 | 6  | 45  | 21  |     |
| 2004-2005                      | 29            | 11  | 0   | 0  | 11 | 2  | 40  | 13  |     |
| 2003-2004                      | 14            | 9   | 0   | 0  | 0  | 0  | 14  | 9   |     |
| Total                          | 101           | 48  | 1   | 0  | 39 | 14 | 143 | 62  |     |
| FC Argeș                       | 2003-2004     | 14  | 9   | 3  | 2  | 0  | 0   | 17  | 11  |
| FC Argeș                       | 2002-2003     | 28  | 10  | 5  | 0  | 0  | 0   | 33  | 10  |
| FC Argeș                       | 2001-2002     | 27  | 11  | 2  | 0  | 0  | 0   | 29  | 11  |
| FC Argeș                       | 2000-2001     | 19  | 4   | 0  | 0  | 0  | 0   | 19  | 4   |
| FC Argeș                       | Total         | 89  | 34  | 10 | 2  | 0  | 0   | 98  | 36  |
| Dacia Pitești                  | 1999-2000     | 33  | 14  | 0  | 0  | 0  | 0   | 33  | 14  |
| Dacia Pitești                  | 1998-1999     | 17  | 5   | 0  | 0  | 0  | 0   | 17  | 5   |
| Dacia Pitești                  | Total         | 50  | 19  | 0  | 0  | 0  | 0   | 50  | 19  |
| Total carieră                  | Total carieră | 366 | 128 | 19 | 6  | 39 | 14  | 425 | 148 |
| Reactualizat la 12 iunie 2014. |               |     |     |    |    |    |     |     |     |

### Echipa națională
De la 15 până la 18 ani a jucat la toate categoriile de vârstă ale naționalelor de tineret sub comanda lui Vasile Ailenei.:8:19 Dică a acumulat 32 de selecții pentru naționala de fotbal a României. A debutat la echipa națională pe 11 octombrie 2003, într-un meci împotriva Japoniei. A înscris primul său gol în august 2006, într-un meci amical împotriva naționalei de fotbal a Ciprului.

#### Goluri
| # | Dată              | Locație                                   | Adversar   | Scor | Rezultat | Competiție                  |
| - | ----------------- | ----------------------------------------- | ---------- | ---- | -------- | --------------------------- |
| 1 | 6 august 2006     | Constanța, România                        | Cipru      | 1-0  | 2-0      | Amical                      |
| 2 | 6 septembrie 2006 | Tirana, Albania                           | Albania    | 2-0  | 2-0      | Calificări pentru Euro 2008 |
| 3 | 22 august 2007    | București, România                        | Turcia     | 2-0  | 2-0      | Amical                      |
| 4 | 8 septembrie 2007 | Minsk, Belarus                            | Belarus    | 2-1  | 3-1      | Calificări pentru Euro 2008 |
| 5 | 21 noiembrie 2007 | Stadionul Lia Manoliu, București, România | Albania    | 1–0  | 6–1      | Calificări pentru Euro 2008 |
| 6 | 21 noiembrie 2007 | Stadionul Lia Manoliu, București, România | Albania    | 6–1  | 6–1      | Calificări pentru Euro 2008 |
| 7 | 31 mai 2008       | Stadionul Ghencea, București, România     | Muntenegru | 3–0  | 4–0      | Amical                      |
| 8 | 31 mai 2008       | Stadionul Ghencea, București, România     | Muntenegru | 4–0  | 4–0      | Amical                      |
| 9 | 20 august 2008    | Stadionul Tineretului, Urziceni, România  | Letonia    | 1–0  | 1–0      | Amical                      |

## Titluri

### Ca jucător
| Sezon     | Club             | Titlu              |
| --------- | ---------------- | ------------------ |
| 2004-2005 | Steaua București | Divizia A          |
| 2005-2006 | Steaua București | Divizia A          |
| 2005–2006 | Steaua București | Supercupa României |
| 2009-2010 | CFR Cluj         | Liga I             |
| 2009-2010 | CFR Cluj         | Cupa României      |
| 2010-2011 | Steaua București | Cupa României      |

### Individual
- Fotbalistul român al anului: 1

2006

### Ca antrenor
SCM Pitești
- Liga III: Seria a III-a 2016-2017